# چارچوب مرجع عمودی فراکرانه‌ای
چارچوب‌های مرجع عمودی فراکرانه‌ای (فراساحلی) (به انگلیسی: Vertical Offshore Reference Frame) مجموعه‌ای از سطوح با وضوح بالا است که با هم یک داده عمودی را برای نقشه‌برداری و نقشه‌برداری هیدروگرافی در بریتانیا و ایرلند تعریف می‌کنند. سطوح زیر شامل می‌شود:
- داده نموداری (CD)
- کمترین کشند نجومی (LAT)
- میانگین سطح دریا (MSL)
- چشمه‌های کم‌آب میانی (MLWS)
- چشمه‌های پرآب میانی (MHWS)
- بالاترین جزرومد نجومی (HAT)
- داده‌های زمین از جمله Ordnance Datums Newlyn، بلفاست و Poolbeg